# Kurmelany
Kurmelany (lit. Kurmelionys) − wieś na Litwie, w gminie rejonowej Soleczniki, 4 km na wschód od Kamionki, zamieszkana przez 92 ludzi. Przed II wojną światową w Polsce, w powiecie wileńsko-trockim województwa wileńskiego.